# Олівер Зеленика
Олівер Зеленика (хорв. Oliver Zelenika, нар. 14 травня 1993, Загреб) — хорватський футболіст, воротар клубу «Локомотива» та молодіжної збірної Хорватії.

## Клубна кар'єра
У дорослому футболі дебютував 2010 року виступами за команду клубу «Динамо» (Загреб), в якій провів два сезони, так жолного разу й не зігравши за основну команду клубу. Натомість 2012 року був відданий в оренду до нижчолігового «Рудеша». 2013 року повернувся з оренди до «Динамо» (Загреб) в якому почав поступово виходити на поле у складі його головної команди, за яку протягом половини сезону провів 12 ігор.
Втім у січні 2014 молодого голкіпера було хнову віддано в оренду, цього разу до загребської «Локомотиви», в якій він відразу став основним воротарем.

## Виступи за збірну
З 14-річного віку грав за юнацькі збірні команди Хорватії різних вікових категорій.  
З 2013 року залучається до складу молодіжної збірної Хорватії. На молодіжному рівні зіграв у 6 офіційних матчах.
31 травня 2014 року, попри відсутність досвіду виступів за національну збірну Хорватії, був включений до її заявки для участі у фінальній частині чемпіонату світу 2014 року.